# Allisoniaceae
Allisoniaseae es una familia de hepáticas del orden Fossombroniales.

## Taxonomía
La familia fue descrita por (R.M.Schust. ex Grolle) Schljakov y publicado en Pečenočyne Mhi Morfologiia, Filogeniia, Klassifikatsiia 119. 1975.

## Géneros
- Allisonia
- Calycularia
- Sandeothallus